# Frazão
Frazão é uma vila portuguesa que foi sede da extinta Freguesia de Frazão do Município de Paços de Ferreira, freguesia que tinha 5,35 km² de área e 4 264 habitantes (2011), tendo, então, uma densidade populacional de 797 hab/km².
A Freguesia de Frazão foi extinta em 2013, no âmbito de uma reforma administrativa nacional, tendo sido agregada à também extinta Arreigada para formar uma nova freguesia denominada Frazão Arreigada..
Antes, em 1995, a povoação de Frazão foi elevada à categoria de vila.
Constituiu, com as freguesias de Arreigada, Modelos e Seroa a honra de Frazão, que chegou também a incluir Lordelo e Meixomil. Foi concelho entre 1821 e 1836.

## População
| População da freguesia de Frazão | População da freguesia de Frazão | População da freguesia de Frazão | População da freguesia de Frazão | População da freguesia de Frazão | População da freguesia de Frazão | População da freguesia de Frazão | População da freguesia de Frazão | População da freguesia de Frazão | População da freguesia de Frazão | População da freguesia de Frazão | População da freguesia de Frazão | População da freguesia de Frazão | População da freguesia de Frazão | População da freguesia de Frazão |
| -------------------------------- | -------------------------------- | -------------------------------- | -------------------------------- | -------------------------------- | -------------------------------- | -------------------------------- | -------------------------------- | -------------------------------- | -------------------------------- | -------------------------------- | -------------------------------- | -------------------------------- | -------------------------------- | -------------------------------- |
| 1864                             | 1878                             | 1890                             | 1900                             | 1911                             | 1920                             | 1930                             | 1940                             | 1950                             | 1960                             | 1970                             | 1981                             | 1991                             | 2001                             | 2011                             |
| 960                              | 1 064                            | 1 140                            | 1 171                            | 1 368                            | 1 316                            | 1 600                            | 1 886                            | 2 354                            | 2 943                            | 3 701                            | 4 162                            | 3 843                            | 4 276                            | 4 264                            |

| Distribuição da População por Grupos Etários | Distribuição da População por Grupos Etários | Distribuição da População por Grupos Etários | Distribuição da População por Grupos Etários | Distribuição da População por Grupos Etários | Distribuição da População por Grupos Etários | Distribuição da População por Grupos Etários | Distribuição da População por Grupos Etários | Distribuição da População por Grupos Etários | Distribuição da População por Grupos Etários |
| -------------------------------------------- | -------------------------------------------- | -------------------------------------------- | -------------------------------------------- | -------------------------------------------- | -------------------------------------------- | -------------------------------------------- | -------------------------------------------- | -------------------------------------------- | -------------------------------------------- |
| Ano                                          | 0-14 Anos                                    | 15-24 Anos                                   | 25-64 Anos                                   | > 65 Anos                                    |                                              | 0-14 Anos                                    | 15-24 Anos                                   | 25-64 Anos                                   | > 65 Anos                                    |
| 2001                                         | 826                                          | 724                                          | 2 308                                        | 418                                          |                                              | 19,3%                                        | 16,9%                                        | 54,0%                                        | 9,8%                                         |
| 2011                                         | 740                                          | 525                                          | 2 399                                        | 600                                          |                                              | 17,4%                                        | 12,3%                                        | 56,3%                                        | 14,1%                                        |

## A antiga Freguesia
Frazão era uma das antigas freguesias mais importantes do concelho. Viviam em Frazão 4264 pessoas (censo de 2011), o que representava 10% da população total do município. A área agrícola começou rapidamente a ser invadida pela indústria e pela construção. A população activa desta freguesia era também uma das maiores do município. É constituída por cerca de 1600 pessoas (1200 homens), o que representa 35% da população total. Em termos de município é a segunda na indústria e a terceira no comércio. Era a freguesia de maior concentração industrial no ramo da madeira e do mobiliário, o que representava a indústria de maior expressão em todo o município.[carece de fontes?]
No campo desportivo, existe um pavilhão gimnodesportivo polivalente e um polidesportivo descoberto.
Em termos administrativos, sociais e culturais, além da Junta de Freguesia, a população de Frazão tem ao seu serviço um Centro de Dia para a 3º Idade, um Centro de Actividades de Tempos Livres, diversos Salões Polivalentes em Moinhos e São Brás (este último na área de influência da escola) e cinco associações recreativas. Para além disso, dispõe ainda a freguesia de uma Unidade de Socorro integrada na Delegação de Frazão da Cruz Vermelha Portuguesa, a única a operar no município, com o apoio de duas ambulâncias dinamizadora desta freguesia.[carece de fontes?]
As festividades e as tradições de São Martinho de Frazão são muito ricas e diversificadas. Muitas religiosas, geralmente glorificando e prestando homenagem aos Santos da devoção. Muitas outras acentuadamente profanais e com traços marcantes a puxar para o misticismo e o espiritismo.
Nos dias de festa, religiosa ou pagã, o povo de Frazão diverte-se e esquece um pouco as agruras do quotidiano. Entrega-se de corpo e alma à música, à dança, aos comes e bebes, que, naqueles dias parecem surgir um pouco por todo o lado.

## A Honra de Frazão
Uma Honra era uma terra privilegiada, que pertencia a um fidalgo ou cavaleiro, e de cujo rendimento ele nada dava à Coroa. Significou, desde os primórdios da nacionalidade, uma terra imune ao poder régio. Era doada pelo rei a um nobre que lhe tivesse prestado serviços relevantes. Os mais importantes privilégios que gozava eram três: a isenção do pagamento de impostos, o direito de fazer justiça e a proibição da entrada dos oficiais régios.
A Reconquista Cristã das terras da mourama e a necessidade do seu povoamento estiveram na origem do seu aparecimento.
Durante o período muçulmano, a população de Frazão refugiou-se nos sítios montanhosos, mais protegidos. O século VIII e o século IX foram épocas de retrocesso demográfico e de retracção da área agrícola. A partir do século X há uma recuperação agrícola e demográfica resultantes da maior riqueza proveniente do retorno à ocupação dos vales irrigados e dos solos de aluvião em resultado da fronteira ter passado para o sul do Douro.
As terras de fronteira eram espaços de correrias, as razias, lutas e pilhagens. Daí o seu abandono e a sua desertificação. A expansão da reconquista cristã para o Sul, levaram os reis a fixarem nelas povoadores; a necessidade da ocupação do território para a consequente consolidação da conquista. Uma das formas foram as Honras. Outras, a doação das terras directamente a casais de povoadores, cujas regalias eram assumidas em cartas régias, os forais. À Igreja eram doadas, através das suas ordens religiosas militares e hospitalárias, as terras mais na proximidade das zonas de conflito.
A família que deu origem ao vilarejo saiu de Portugal e migrou para o Nordeste do Brasil aonde habitaram o estado do Maranhão e se espalhou pelo país com um legado local que dura ate hoje.
Unificado o território nacional por D. Afonso III, no século XIII, com a conquista do Reino dos Algarves, as Honras, devido aos enormes privilégios que usufruiam, começaram a ser atacadas pelos reis, uma vez que representavam a perda de direitos e de poderes sobre essas regiões. É a partir de 1258 que a Coroa estabelece a distinção entre as Honras Velhas e as Honras Novas, considerando estas ilegítimas por terem sido constituídas de forma abusiva.
A centralização do poder régio, que tantas lutas fraticidas acarretou, Alfarrobeira e a morte do regente Infante D. Pedro, Duque de Coimbra, o assassinato do Duque de Viseu às mãos de D. João II, seu cunhado e a morte no cadafalso do Duque de Bragança, são acontecimentos que bem o atestam.
É, pois, a crescente centralização do Poder Real que está na origem do seu declínio até ao século XVI. As que foram resistindo acabaram por serem abolidas com a Revolução Liberal.
A Honra de Frazão resistiu até ao liberalismo. Foi criada no século XIII e extinta em 1836. Foi pertença de Pêro Peres da Maia, alferes do primeiro rei de Portugal, D. Afonso Henriques, onde se instalou. Em 1514, D. Manuel I concedeu foral à Honra de São Martinho de Frazão, é este santo o seu orago. Estava então na posse do nobre Gonçalo Vaz Alcoforado. Contemplou-lhe uma série de regalias e de direitos irrevogáveis. A Torre dos Alcoforados, sita hoje na cidade vizinha de Lordelo, a pouco mais de um quilómetro em linha recta de S. Brás da Poupa, é o único vestígio que resta do seu Paço. Imponente mole granítica, elegante e pesada, quadrangular, apresentando na parte superior das quatro faces pequenas frestas ogivais, com uma porta maciça ao nível do piso térreo, tem a cor do ouro que o correr dos tempos lhe conferiu.
A sede da Honra estava localizada em Santa Maria Alta, hoje o São Brás da Poupa. Aí se encontra ainda a Casa do Foral e de Audiências. A poucas dezenas de metros encontrava-se o pelourinho. Era aí que este se situava. Local onde se expunham publicamente os condenados. A forca, curiosamente situava-se no lugar da Alegria. A construção de uma casa no local tudo destruiu. O Rossio, é um pouco antes, logradouro público medieval na imediação do povoado para correrias, feiras e outros eventos.
Possuía Juiz eleito localmente que era confirmado pelo donatário. O Juiz da Honra fazia a eleição dos autarcas de três em três anos, dois vereadores, um almotacé e um porteiro dos pregões. Competia ao Corregedor do Porto acompanhar as contas da Honra, periodicamente, tendo-se de lá deslocar. O Rei, de acordo com o estabelecido no Foral, não tinha ali quaisquer direitos. O gado de vento (perdido) ficava pertença do donatário. O próprio Foral Manuelino de 1514 reconhecia e confirmava uma feira franca anual nos dias de 1 a 3 de Fevereiro, que se fazia no lugar do Carvalho, que fica a meia distância entre Santa Maria Alta e a Poupa. Parece que era um local de muita insegurança, violência, ladroagem e mendicidade. Dois padres, antepassados daquele fulano que andou à pesquisa do ouro no chão da capela, excomungaram todos os que ali realizassem negócios. Nesse tempo ninguém arriscava ir parar ao Inferno. Foi assim que a feira se mudou para o presente local, o Cô.
Para além dos impostos que a partir de certa altura o donatário da Honra passou a cobrar pelo espaço que os feirantes ocupavam na feira do Carvalho, também começou a cobrar taxas em dois pontos da estrada real, em Porto d'Anos e em Porto-Carreiro, sitos entre o Carvalho e Santa Maria Alta. Bem perto um do outro, a uma centena de metros. Era por isso que os enfiteutas procuravam sempre serem emprazados do Rei. Preferiam trabalhar nos seus reguengos porque eram menos explorados. Em duas casas ainda existentes, uma em cada porto, situavam-se as estalagens dos viandantes, dos almocreves e da malaposta. Aí se pernoitava e se procedia à muda das atrelagens. No Carvalho, onde está a farmácia, era a residência do juiz.
Aos 20 de Novembro de 1836 realizou-se na igreja matriz de Frazão o último acto de vulto do antigo concelho, o acto eleitoral para a eleição de deputados às Cortes. Logo a seguir, por decreto real, veio a sua extinção.
Frazão é hoje uma próspera vila industrial da Capital do Móvel, a caminho de se tornar, muito em breve, cidade".[carece de fontes?]«sol.sapo.pt»

## Património
- Casa da Praça